# آرامگاه ناروئی
مقبره ناروئی مربوط به سده‌های متاخر دوران‌های تاریخی پس از اسلام است و در شهرستان زهک، بخش جزینک، دهستان جزینک، ۳۰۰ متری جنوب غرب روستای قلعه نو واقع شده و این اثر در تاریخ ۲۷ اسفند ۱۳۸۷ با شمارهٔ ثبت ۲۶۵۰۳ به‌عنوان یکی از آثار ملی ایران به ثبت رسیده است.